# Festival Intercéltico de Ortigueira

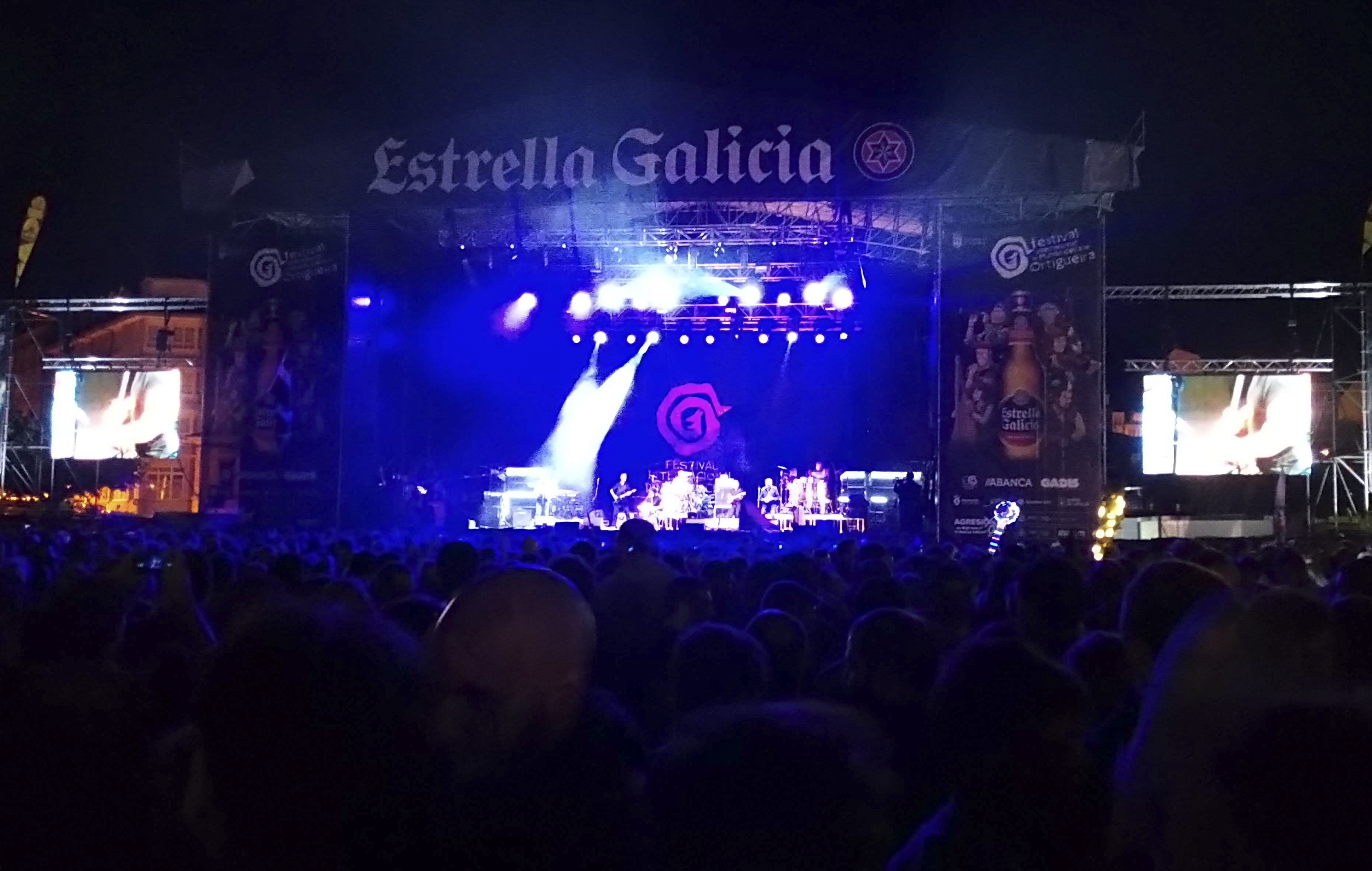
Foto de um espectador do Festival.

O Festival de Ortigueira é o mais conhecido festival internacional de música da Galiza.
Tem lugar todos os anos na vila galega de Ortigueira durante o mês de Julho. Graças à internacionalidade do evento, este ano recebeu a categoria de festa de interesse turística internacional pelo Ministério espanhol de Indústria, Turismo e Comércio junto às mais conhecidas festas espanholas: Os Sanfermines de Navarra, o Carnaval de Canárias, a Semana Santa de Andaluzia e as Fallas de Valência.
A vila de Ortigueira está situada entre o cabo Ortegal e Estaca de Bares, na caída da serra da Capelada, da Coriscada e a Faladoira, caminhos do santuário de Santo André de Teixido. Espaços de grande valor geológico e onde o mar entra suavemente criando uma ria labiríntica. A terceira fim de semana do julho, é lugar de acampamentos no musical. Os melhores grupos musicais tocam em Ortigueira a cada verão.